# Werner von Siemens
Ernst Werner von Siemens, geboren als Ernst Werner Siemens (Lenthe, 13 december 1816 – Berlijn, 6 december 1892), was een Duits uitvinder en industrieel.
Siemens droeg bij tot de uitvinding en ontwikkeling van de elektrische machines en tot de perfectionering van de elektrische wetenschap. De eenheid siemens (S) voor elektrische geleidbaarheid is naar hem vernoemd.

## Levensloop
Siemens werd geboren in Lenthe nabij Hannover, als de vierde van veertien kinderen van Christian Ferdinand Siemens (1787-1840), een arme pachtboer, en Eleonore Henriette Deichmann (1792-1839). Van zijn vader kreeg hij een opvoeding gebaseerd op plichtsbesef, vlijt, discipline en eerbied. Zijn basisopleiding kreeg hij thuis van een privé-docent, die de jongens in het gareel wist te krijgen. Van 1831 tot 1834 bezocht hij in Lübeck het Katharineum-gymnasium.
Werner Siemens verliet de school zonder diploma om zo de financiële last voor zijn ouders te verlichten. Hij nam dienst in het Pruisische leger, waar hij van 1835 tot 1838 in Berlijn studeerde aan de Artillerie- en Genieschool. Dit leidde al tijdens zijn carrière als beroepsmilitair tot zijn eerste uitvindingen. Door het overlijden van zijn ouders in 1839 en 1840 kreeg Werner de zware last op zich om voor zijn jongere broers en zusters te zorgen. Door zijn octrooien te verkopen wist hij het nodige geld te verdienen.
Siemens eerste succes was in de telegrafie. In 1847 ontwikkelde hij de wijzertelegraaf die beter en betrouwbaarder was dan alle andere instrumenten van die tijd. Samen met de mechanicus Johann Georg Halske, die voor hem het apparaat verbeterde, richtte hij op 12 oktober 1847 de firma Telegraphen Bauanstalt von Siemens & Halske op. Eerst om in Duitsland telegraaflijnen te bouwen; naderhand ook in andere Europese landen en Azië. Kort na de oprichting internationaliseerde het bedrijf. In 1855 richtte zijn jongere broer Carl Wilhelm Siemens (1824-1883) een dochterbedrijf op in Engeland terwijl Carl von Siemens (1829-1906) hetzelfde deed in Sint-Petersburg, Rusland.
Siemens combineerde zijn ingenieurstalenten met zijn gevoel voor ondernemen om zijn firma Siemens uit te bouwen tot een multinational. Hij had van in het begin voor elk project een sterk internationale visie, wat een eventuele trage groei naar andere landen overbodig maakte. Hij vond dat gemotiveerde werknemers het succes van een bedrijf bepaalden. Een visie die toentertijd niet zo evident was. Hij introduceerde onder andere pensioenfondsen, 9-urige werkdagen, deelname in de bedrijfswinst en vergoedingen voor weduwen en wezen.
Siemens was het liberalisme toegedaan en steunde daarom de Maartrevolutie van 1848-1849. In 1860 sloot hij zich bij de liberale Deutscher Nationalverein aan en het jaar daarop was hij mede-oprichter van de liberale Deutsche Fortschrittspartei (DFP). Van 1863 tot 1866 had hij zitting in het Pruisische Huis van Afgevaardigden. In 1873 werd Siemens benoemd tot lid van de Akademie van Wetenschappen in Berlijn. Daarnaast was hij mede-oprichter en eerste voorzitter van de Berliner Elektroteschniker Verein - de vereniging die aan de basis stond van het Verband Deutscher Elektrotechniker (VDE), de huidige Duitse Vereniging van Elektrotechnici.
In 1860 kreeg hij een eredoctoraat van de universiteit van Berlijn en in 1874 werd hij opgenomen in de Academie van Wetenschappen in Berlijn. In 1888 werd hij in de adelstand verheven en droeg hij voortaan de naam Werner von Siemens.
Siemens stierf na een kort ziekbed op bijna 76-jarige leeftijd in in zijn woning in Berlin-Charlottenburg. Hij liet een druk leven achter zich; niet alleen in de technische- en zakenwereld maar ook in de sociale sector. Talrijke vooraanstaande personen woonden zijn begrafenis bij.

### Persoonlijk leven
Hij was tweemaal getrouwd. Op 1 oktober 1852 met Mathilde Dumann (1824-1865), en na haar overlijden op 1 juli 1865 huwde hij op 13 juli 1869 met z'n verre nicht Antonie Siemens (1840-1900). Kinderen uit het eerste huwelijk waren Arnold von Siemens (1853-1918), Georg Wilhelm von Siemens (1855-1919) en twee dochters, Käthe en Anna. Kinderen uit het tweede huwelijk waren Hertha von Siemens (1870-1939) en Carl Friedrich von Siemens (1872-1941).

## Prestaties
Naast de wijzertelegraaf, waarmee men berichten kon versturen zonder gebruik te maken van morse-code leverde Siemens verscheidene bijdragen aan de ontwikkeling van de elektrotechniek (het begrip werd door hem geïntroduceerd) en wordt hij gezien als de grondlegger van deze tak van techniek in Duitsland. Siemens' voortdurend onderzoek resulteerde in veel nieuwe producten.

### Kabelisolatie
In 1847 ging Siemens guttapercha gebruiken om zijn telegraaflijnen te beschermen tegen vocht. Het jaar daarop bouwden hij en Halske een extrusiepers die onder druk een naadloze laag van gesmolten guttapercha aanbracht om de koperdraden heen. Later zou guttapercha ook toegepast worden als isolatiemateriaal in elektriciteitskabels en het gebruik ervan maakte het mogelijk om de eerste grond- en onderzeese telegraafkabels aan te leggen. In kabelfabrieken wordt het door Siemens bedachte extrusieproces nog steeds gebruikt om kabels te fabriceren (maar dan met pvc en XLPE als isolatiemateriaal).

### Dynamo
Van grote praktische betekenis was zijn ontdekking van het dynamoprincipe in 1866. Deze gebruikte een deel van de door de generator opgewekte stroom voor het opwekken van het magneetveld, (serie, shunt of compoundbekrachtiging), waardoor men geen permanente magneten of een afzonderlijke batterij meer nodig had voor het opwekken van het magneetveld (zelfbekrachtiging of exitatie). Werner von Siemens gaf deze machine de naam "dynamo" (van het Griekse dunamis: energie). Deze is dus "selfsupporting" (kan in eigen behoeften voorzien) en eerst hierdoor werd de ontwikkeling mogelijk naar de tegenwoordige krachtige elektrische generatoren. Het vermogen van Siemens eerste dynamo bedroeg 29 watt.
Siemens was echter niet de eerste die dit principe had ontdekt. Vijftien jaar eerder had de Deen Søren Hjorth reeds hetzelfde waargenomen en ook de Hongaar Ányos Jedlik was hem zes jaar voor geweest. Siemens was de eerste die het principe commercieel wist uit te baten en heeft veel geld verdiend met de dynamo. Daarvoor, rond 1857, had hij een andere belangrijke innovatie uitgevonden: het dubbel T-anker. Dit bestaat uit een cilindervormige ijzerkern met twee groeven waarin de ankerwikkeling is aangebracht. Hierdoor ontstaat tussen het anker en de magneet een kleinere luchtspleet waardoor de dynamo veel meer stroom kan leveren.
In 1867 zou Friedrich von Hefner-Alteneck, een werknemer van Siemens & Halske, een andere belangrijke innovatie doorvoeren, de dynamo met trommelwikkeling. Hiermee konden veel sterkere dynamo's worden gebouwd die veel vermogen konden leveren.

### Elektrische tractie

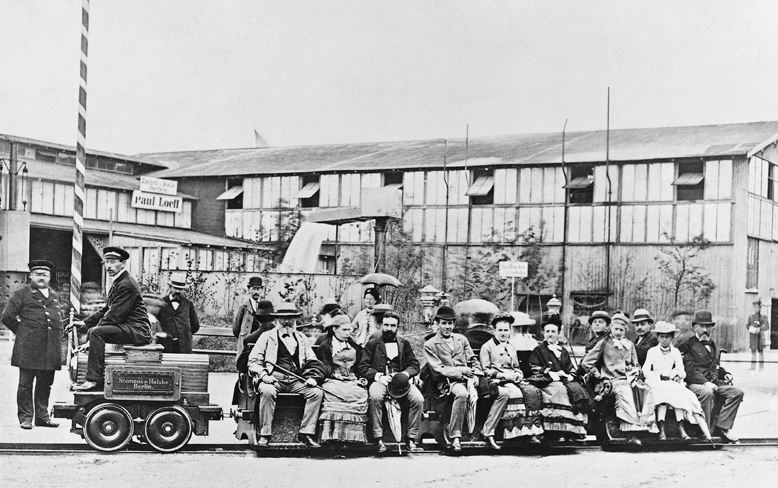
Trein van Siemens & Halske

Werner von Siemens had ook een belangrijke rol in de ontwikkeling van de trein door een elektrische locomotief te bouwen – te bezichtigen in het Deutsches Museum te München. Deze kleine locomotief, die niet meer was dan een elektromotor op wielen, vervoerde tijdens een industriële tentoonstelling in mei 1879 in Berlijn ter demonstratie passagiers over een 300 meter lang spoor. Tijdens de Exposition Internationale d' Électricité in 1881 in Parijs demonstreerde Siemens een elektrische tram. Daarnaast bouwde hij in 1882 de eerste trolleybus.
- Bibsys: 90886514
- Biblioteca Nacional de España: XX1209520
- Bibliothèque nationale de France: cb11190756w (data)
- CiNii: DA10583754
- Gemeinsame Normdatei: 118614088
- International Standard Name Identifier: 0000 0000 8344 8601
- Library of Congress Control Number: n83036380
- Nationale Bibliotheek van Tsjechië: skuk0001271
- Nationale Bibliotheek van Israël: 987007273801205171
- Nationale Bibliotheek van Polen: a0000002890060
- Nationale en Universitaire bibliotheek Zagreb: 000058294
- Nederlandse Thesaurus van Auteursnamen: 071273093
- Réseau des bibliothèques de Suisse occidentale: 02-A003830607
- LIBRIS: 308950
- Système universitaire de documentation: 081018118
- Virtual International Authority File: 77108808
- WorldCat: E39PBJtrT4QCjRqpRj64jv6BT3